# Іонізаційна камера

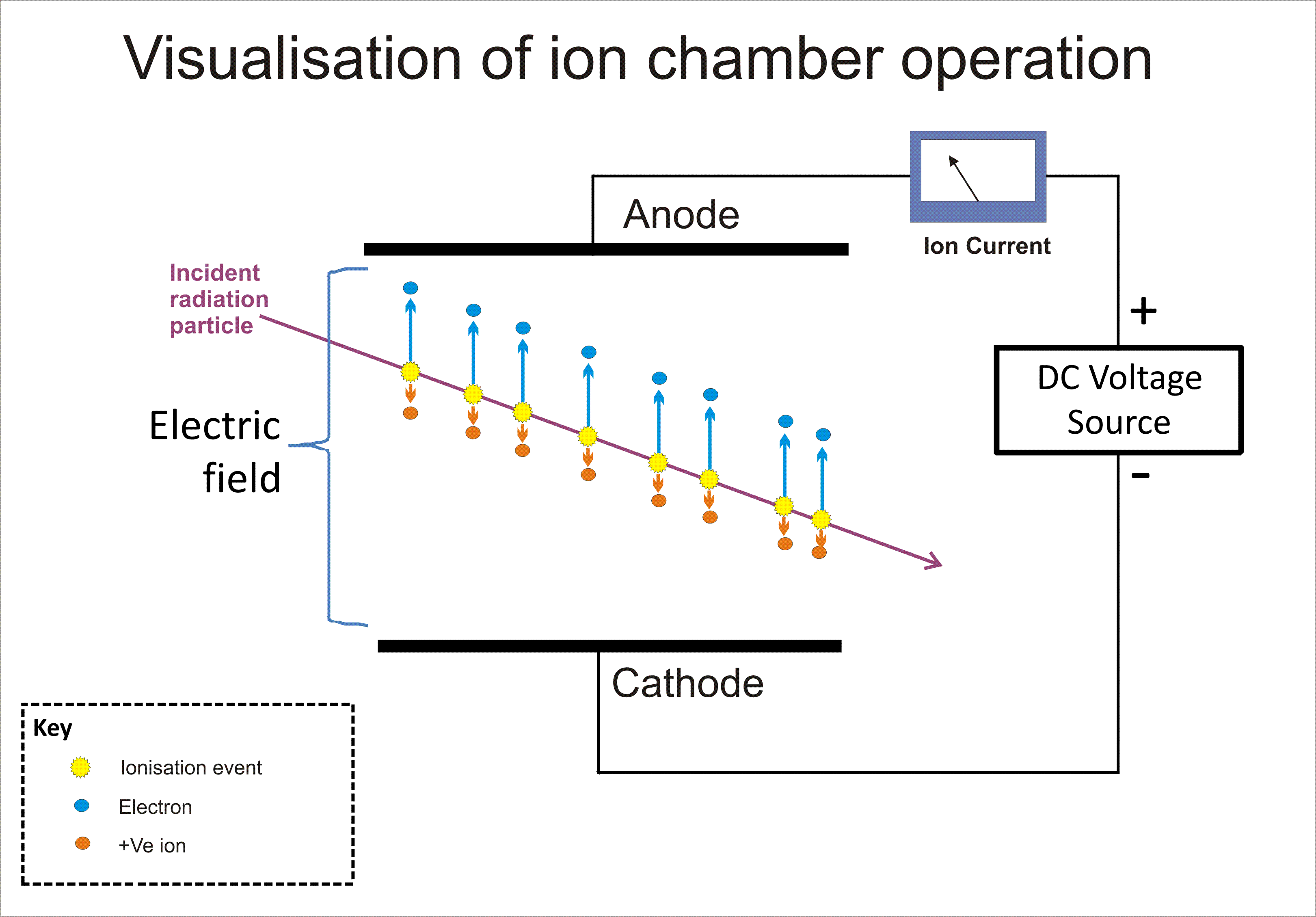
Принципова схема іонізаційної камери з паралельними пластинами із позначенням дрейфу іонів (електрони рухаються у 1000 разів швидше ніж позитивні іони, через велику різницю у масі)

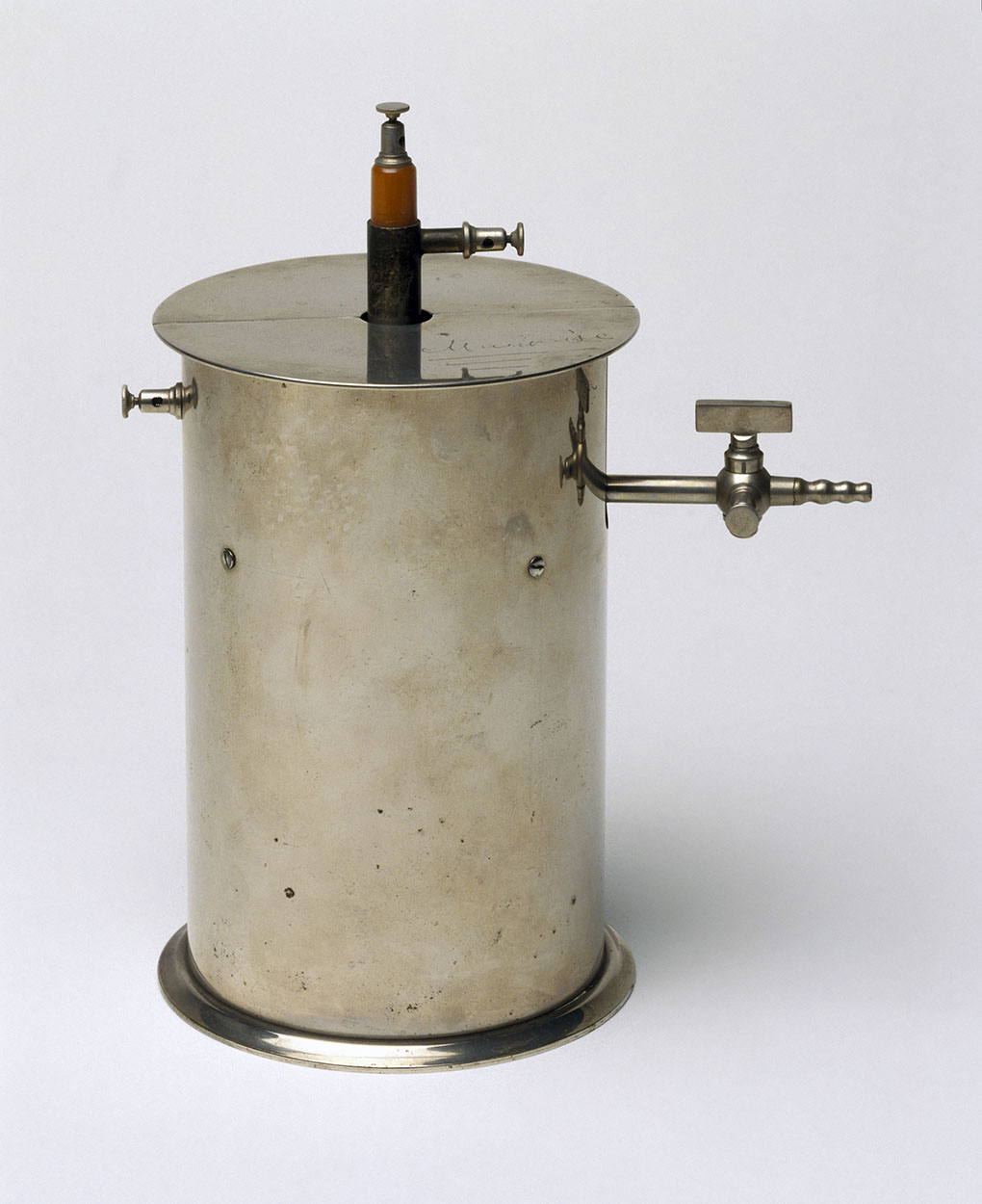
Іонізаційна камера, яку використовував П'єр Кюрі (1895–1900)

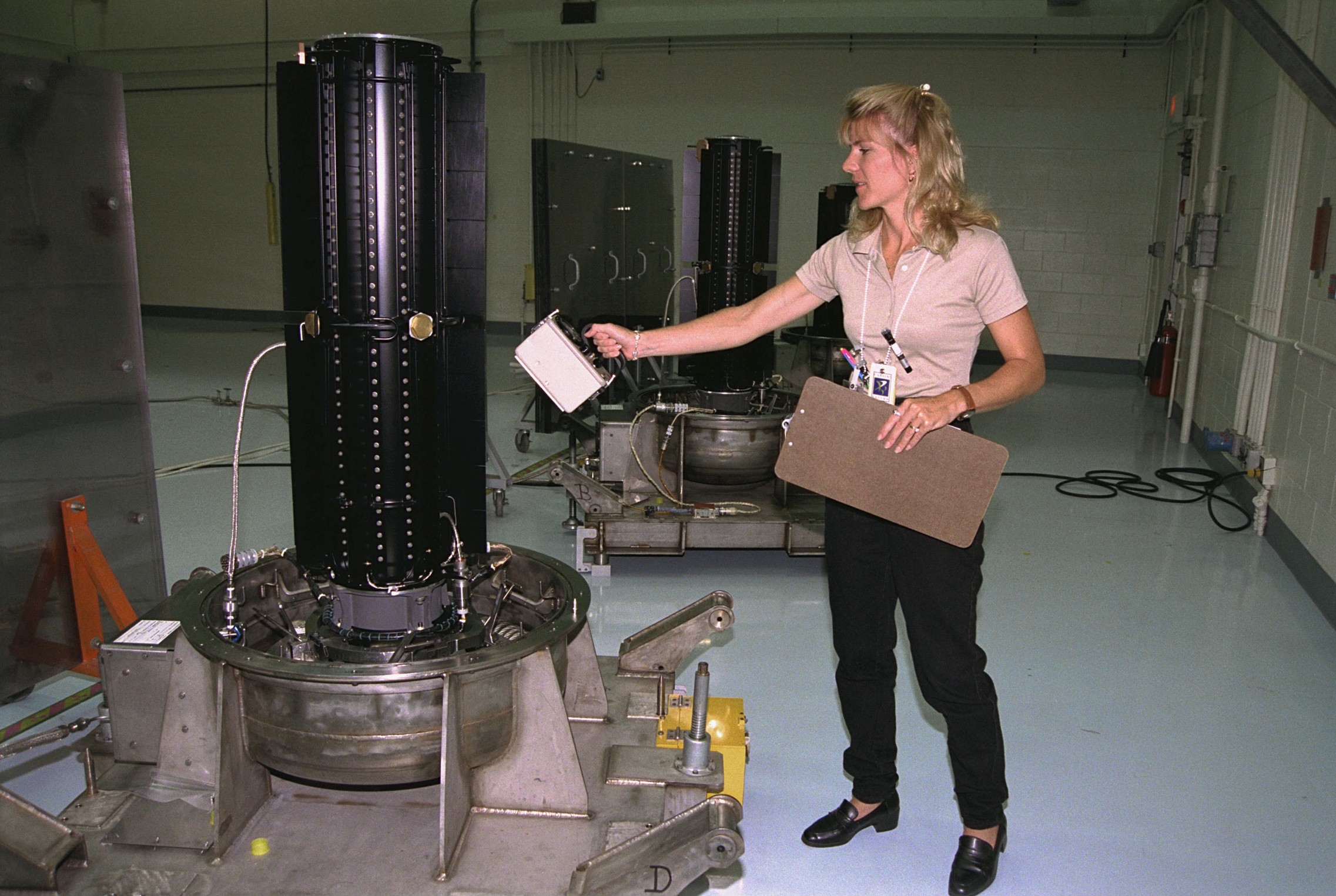
Використання портативного інтегрального вимірювального приладу на базі іонізаційної камери

Іонізаці́йна ка́мера (англ. Ionization chamber) — газонаповнений детектор (давач) для дослідження і реєстрації ядерних часток та іонізуючих випромінювань, принцип роботи якого ґрунтується на здатності швидких заряджених часток викликати іонізацію газу.
Іонізаційна камера по своїй суті є повітряним або газовим електричним конденсатором, до електродів якого прикладена різниця потенціалів. При попаданні іонізуючих часток в простір між електродами там утворюються електрони та іони газу, які, переміщаючись в електричному полі, створюють електричний струм, пропорційний до швидкості виникнення зарядів і, відповідно, й потужності дози опромінення, що фіксується апаратурою реєстрації. Характерною особливістю іонізаційної камери, на відміну від інших газонаповнених давачів, є порівняно мала напруженість електричного поля в газовому проміжку, таким чином струм не залежить від напруги на електродах і дорівнює добутку заряду електрона на число пар іонів.

## Конструктивні особливості
У ширшому розумінні до іонізаційних камер належать також і лічильники Гейгера. У цих приладах використовується явище так званого газового підсилення за рахунок вторинної іонізації — в сильному електричному полі електрони, що вивільнились при прольоті іонізуючої частки, розганяються до енергії, достатньої, щоб в свою чергу іонізувати молекули газу. У вузькому розуміння іонізаційна камера — це газонаповнений іонізаційний детектор, що працює поза режимом газового підсилення. У подальшому викладі цей термін використовується саме в цьому значенні.
Найпростішою за конструкцією є іонізаційна камера з паралельними плоскими електродами (дисками). Діаметр диска у декілька разів перевищує відстань між ними. У циліндровій іонізаційній камері електродами є два коаксіальні циліндри, один з яких заземлений і служить корпусом іонізаційної камери. Сферична іонізаційна камера складається з двох концентричних сфер (інколи внутрішній електрод має форму стрижня).
Газ, яким заповнюється іонізаційна камера, зазвичай є інертним газом (або їх сумішшю) з додаванням сполук, що легко піддаються іонізації (зазвичай вуглеводні, наприклад метан чи ацетилен). Відкриті іонізаційні камери (наприклад, іонізаційні детектори диму) заповнені повітрям.

## Класифікація
Розрізняють іонізаційні камери струмові та імпульсні.

### Струмові іонізаційні камери
У струмових (інтегруючих) іонізаційних камерах гальванометром вимірюється сила струму, що створюється електронами й іонами. Залежність струму від напруги (вольтамперна характеристика) іонізаційної камери — має горизонтальну ділянку, де струм не залежить від напруги (струм насичення). Це відповідає повному збиранню на електродах іонізаційної камери усіх електронів та іонів, що утворилися. Ця ділянка зазвичай є робочою областю іонізаційної камери. Струмові іонізаційні камери дають інформацію про загальну інтегральну кількість іонів, що утворилися за одиницю часу. Вони зазвичай використовуються для вимірювання інтенсивності випромінювань і для дозиметричних вимірювань. Оскільки іонізаційні струми в іонізаційних камерах зазвичай малі (10−10…10−15А), то вони підсилюються за допомогою підсилювачів постійного струму.

### Імпульсні іонізаційні камери
В імпульсних іонізаційних камерах реєструються і вимірюються імпульси напруги, яка виникає на резисторі при протіканні по ньому іонізаційного струму, викликаного проходженням кожної частки. Амплітуда і тривалість імпульсів залежать від величини опору, а також від ємності. Для імпульсної іонізаційної, що працює в області струму насичення, амплітуда імпульсу пропорційна енергії, втраченою часткою в об'ємі іонізаційної камери. Зазвичай об'єктом дослідження для імпульсних іонізаційних камер є сильно іонізуючі з коротким шляхом пробігу частки, які здатні повністю загальмуватися в міжелектродному просторі (α-частки, осколки ядер при поділі). В цьому випадку величина імпульсу іонізаційної камери є пропорційною повній енергії частки і розподіл імпульсів за амплітудами відтворює розподіл часток за енергіями, тобто дає енергетичний спектр часток. Важливою характеристикою імпульсної іонізаційної камери є її роздільна здатність, тобто точність вимірювання енергії окремої частки. Для α-часток з енергією 5 МеВ роздільна здатність досягає 0,5%.
В імпульсному режимі роботи важливим є максимально скоротити час спрацьовування іонізаційної камери. Підбором величини опору резистора можна добитися того, щоб імпульси в іонізаційній камері відповідали збору лише електронів, які є набагато рухливішими, ніж іони. При цьому удається значно зменшити тривалість імпульсу і досягти інтервалів порядку 1 мкс.
В цьому випадку на аноді камери збираються значно рухливіші електрони (за час порядку 1 мкс), тоді як менш рухливі важкі позитивні іони не встигають за цей час досягти катода. Це дозволяє реєструвати окремі імпульси від кожної частки. В такі камери додатково вводять третій електрод — сітку, розташовану поблизу анода, яка екранує його від позитивних іонів.

## Варіанти конструкцій
Варіюючи форму електродів іонізаційної камери, склад і тиск газу, що наповнює її, забезпечують найкращі умови для реєстрації певного виду випромінювання. В іонізаційних камерах для дослідження часток з коротким пробігом джерело поміщають усередині камери або в корпусі роблять тонкі вхідні віконця із слюди або синтетичних матеріалів. У іонізаційних камер для дослідження гамма-випромінювань іонізація обумовлена вторинними електронами, вибитими з атомів газу або стінок іонізаційної камери. Чим більшим є об'єм іонізаційної камери, тим більше іонів утворюють вторинні електрони. Тому для вимірювання γ-випромінювання малої інтенсивності застосовують іонізаційні камери великого об'єму (декілька літрів і більше).

## Особливості використання

### Вимірювання потоку нейтронів
Іонізаційні камери дозволяють вимірювати не тільки альфа-, бета- або гамма-випромінювання, але й нейтронне випромінювання, що досить важко, так як нейтрони не несуть заряду і їх проходження через газовий об'єм камери не приводить до іонізації газу, яку можна було б виміряти.
Для вимірювання потоку нейтронів камеру розділяють на дві однакових частини. У першій половині вимірюють фонову іонізацію газу від альфа-, бета- чи гамма-випромінювання, у другій частині камери на стінки наносять бор-10 (для іонізаційних камер, що вимірюють великі потоки нейтронів в ядерних реакторах) або уран-235 (для камер, що вимірюють малі потоки нейтронів). При захопленні нейтрона ядром урану-235 відбувається вимушений поділ ядра і додаткова іонізація газу в об'ємі камери осколками поділу. Бор-10 при захопленні нейтрона розпадається на ядро літію-7 і альфа-частку. Різниця в іонізації обох об'ємів камери є пропорційною до потоку нейтронів. Варіант іонізаційної камери з ураном-235 (чи іншим ізотопом, що зазнає поділу ядра) на електродах називається камерою поділу. Іноді камеру заповнюють газоподібною сполукою 10BF3 — трифторидом бору-10, що дозволяє покращити ефективність реєстрації осколків.
При вимірюванні потоків нейтронів іонізаційні камери можуть працювати в трьох режимах:
- імпульсному — при вимірюванні малих потоків нейтронів;
- струмовому — при вимірюванні великих потоків нейтронів;
- флуктуаційному — середнє між імпульсним і струмовим режимами.

Використовується на АЕС в апаратурі контролю нейтронного потоку (АКНП) для вимірювання нейтронної потужності реактора.

### Детектори диму
Іонізаційні камери використовуються також як детектор диму. Повітря між електродами опромінюється альфа-частками (як джерело використовується, наприклад, америцій-241) і за рахунок іонізації набуває деякої провідності. Коли в міжелектродний простір попадає дим, на частинках якого іони нейтралізуються, струм витоку, обумовлений іонами, зменшується.